# 3502 Huangpu
3502 Huangpu este un asteroid din centura principală, descoperit pe 9 octombrie 1964 de Observatorul Zijinshan.